# Pachystylus
Pachystylus es un género con dos especies de plantas fanerógamas perteneciente a la familia de las rubiáceas. Es nativa de Nueva Guinea.

## Taxonomía
El género fue descrito por K.Schum. in K.Schum. & U.M.Hollrung y publicado en Die Flora von Kaiser Wilhelms Land 133. (1889).

## Especies seleccionadas
- Pachystylus henningsianus Warb. (1891).
- Pachystylus zippelianus (Miq.) Bremek. (1934).